# لوئیجی سامله
لوئیجی سامله (ایتالیایی: Luigi Samele؛ زادهٔ ۲۵ ژوئیهٔ ۱۹۸۷) شمشیرباز اهل ایتالیا است.